# Несше
Несше (швед. Nässjö) — містечко (tätort, міське поселення) на Півдні Швеції в лені Єнчепінг. Адміністративний центр комуни Несше.

## Географія
Містечко знаходиться у центральній частині лена Єнчепінг за 260 км на південний захід від Стокгольма.

## Історія
Важливим фактором для розвитку поселення стало будівництво залізничної колії 1864 року, внаслідок чого Несше стало транспортним вузлом. У 1875 році тут вже проживав 1351 мешканець.
У 1890 році Несше отримало статус чепінга (торговельного містечка), а 1914 року — міста. Місцева ратуша побудована в 1913-1914 роках у національному романтичному стилі за проектами архітекторів Карла Меліна та Августа Еве.

## Герб міста
Герб було розроблено для міста Несше: у золотому полі синя шестерня, у синій главі – три золоті ялинові шишки. Шестерня символізує залізницю, судноплавство та промисловість. Ялинові шишки уособлюють лісове господарство та місцеву природу. Герб отримав королівське затвердження 1918 року.   
Після адміністративно-територіальної реформи, проведеної в Швеції на початку 1970-х років, муніципальні герби стали використовуватися лишень комунами. Цей герб був 1971 року перебраний для нової комуни Несше.

## Населення
Населення становить 18 377 мешканців (2018). 

## Економіка
Місто було одним із основних центрів виробництва меблів у Швеції.

## Спорт
У поселенні базуються клуби хокею з м’ячем (бенді) Несше ІФ та ІФК Несше, футбольний клуб Несше ФФ, хокейний Несше ГК та інші.

## Галерея

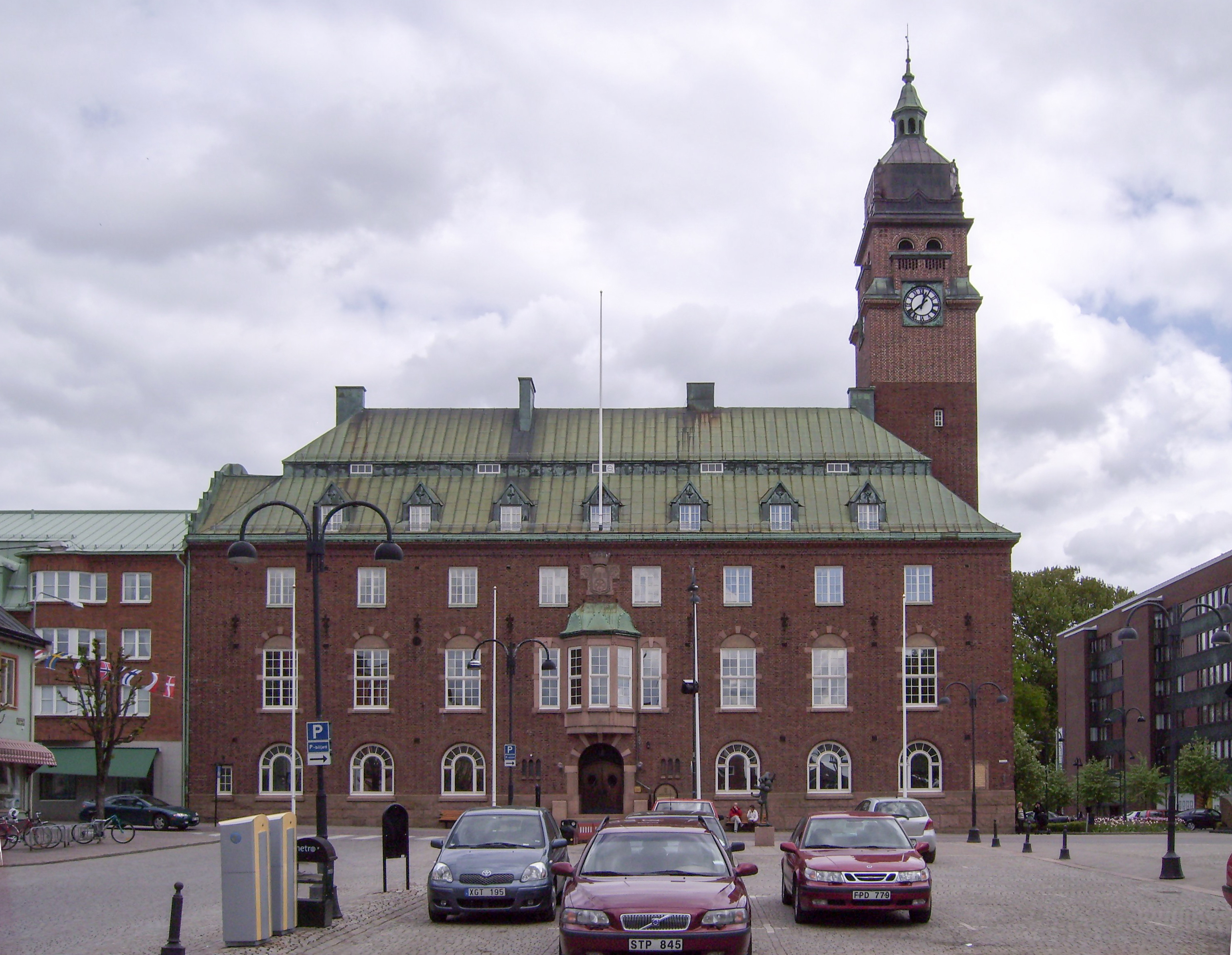
Управа комуни
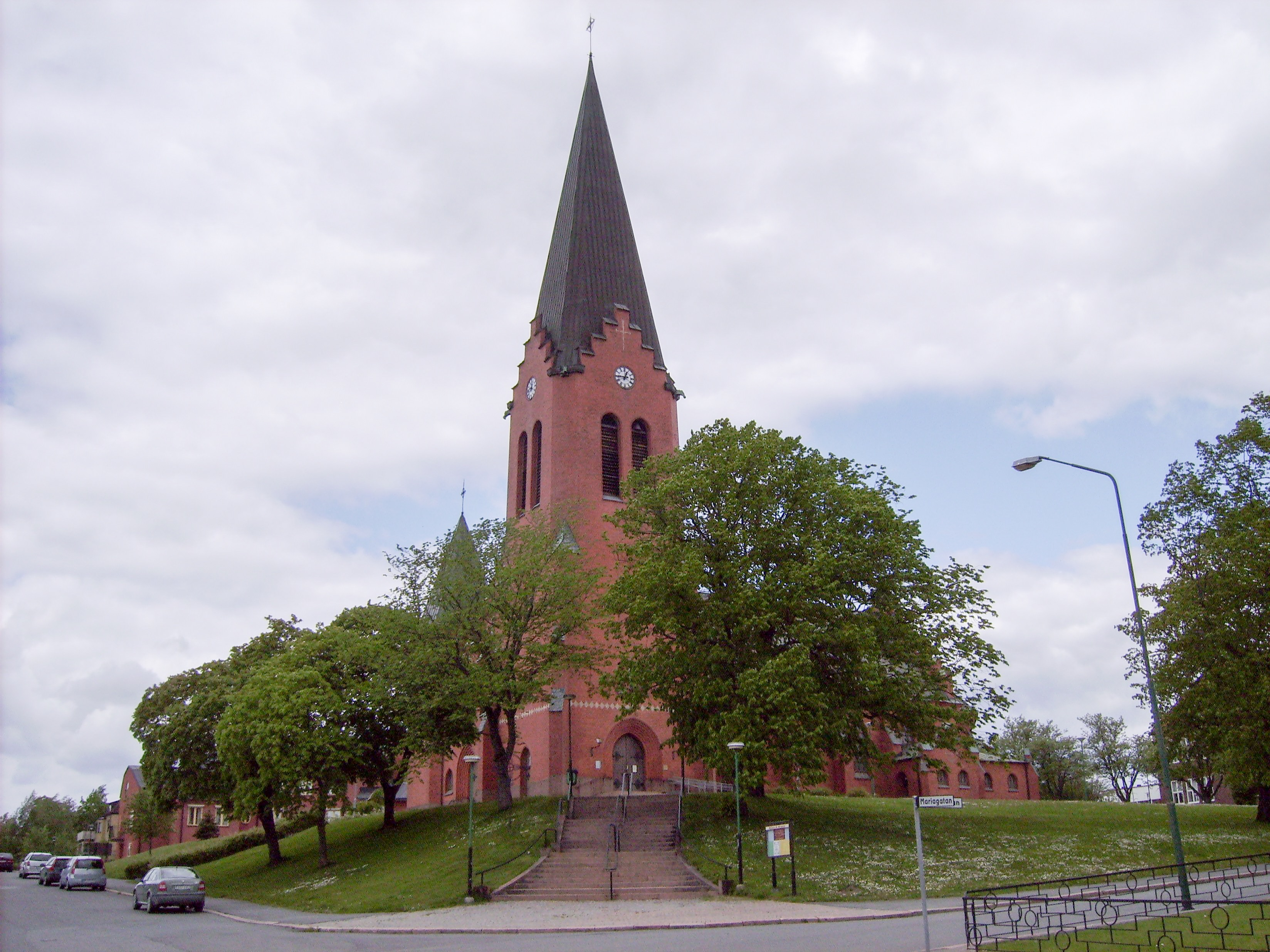
Церква
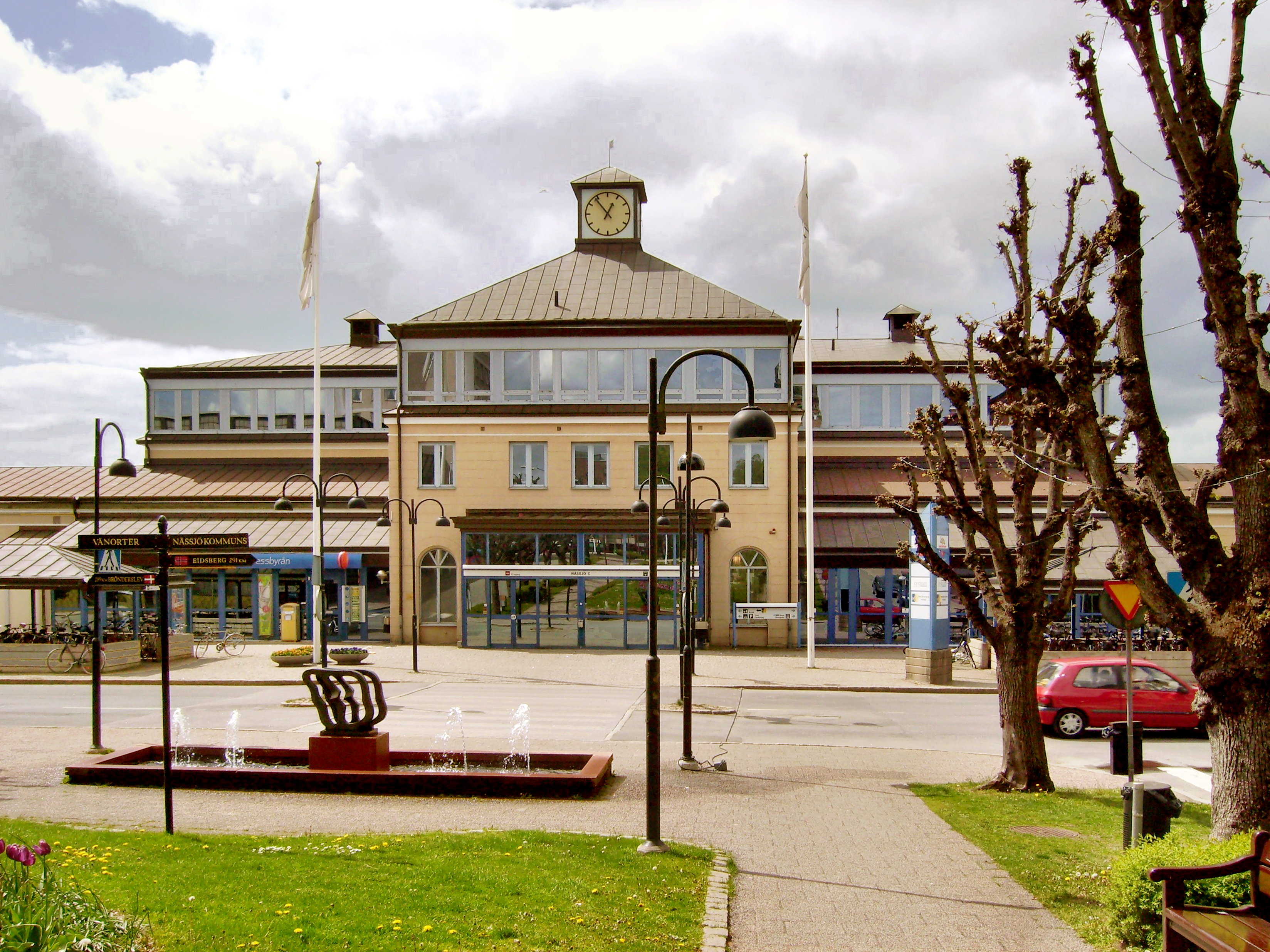
Залізнична станція
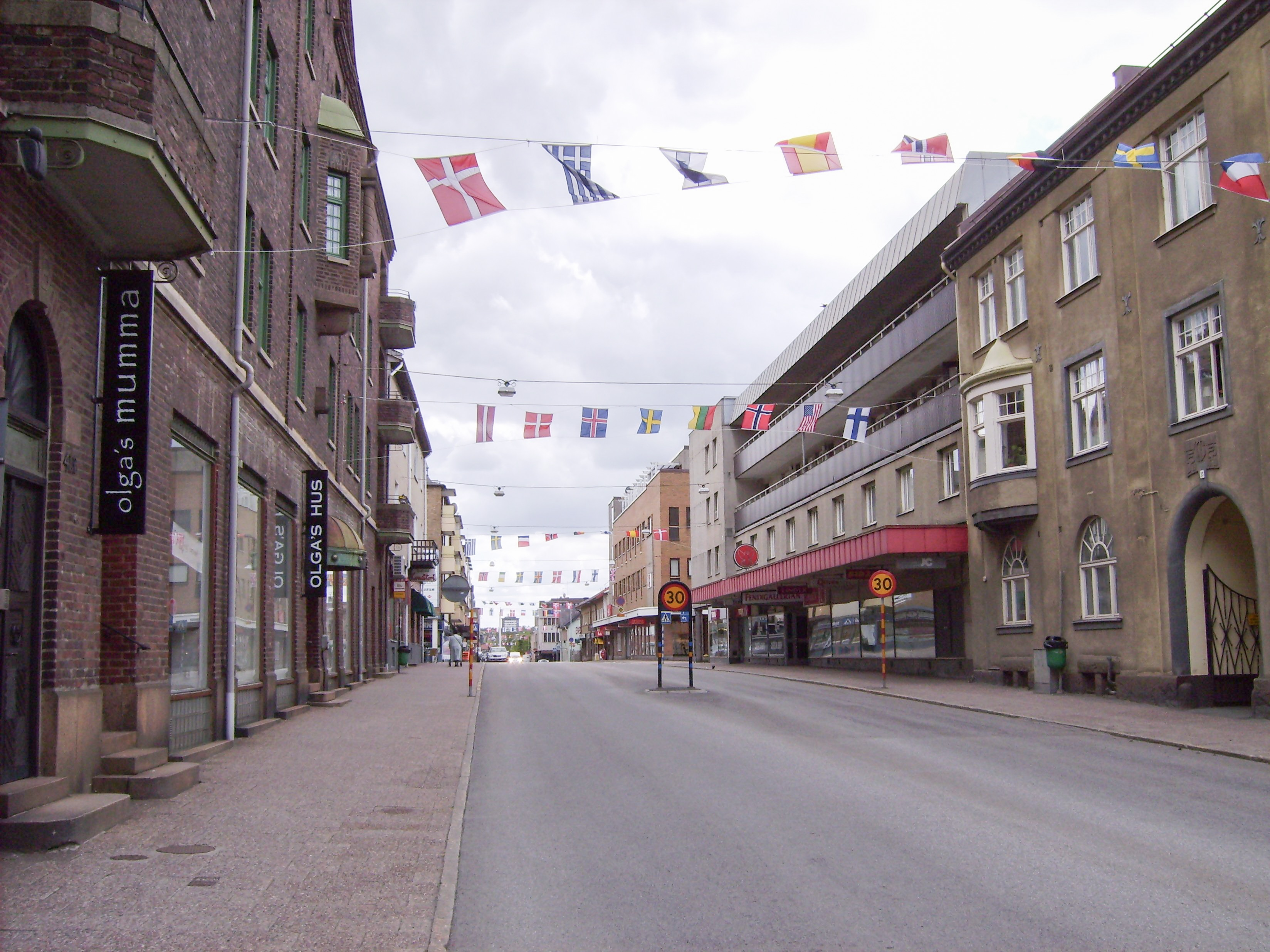
Вулиця Родгусгатан

## Покликання
- Nassjo.se Сайт комуни Несше